# José Manuel Tagle
José Manuel Rafael Tagle Valdés  (Santiago, 8 de julio de 1916 - 28 de septiembre de 2009) fue un Ingeniero Agrónomo, agricultor y político chiileno. Militó en el Partido Conservador, en el Partido Conservador Unido y posteriormente, en el Partido Nacional. El 8 de diciembre de 1951 junto con otros 10 ciudadanos fundó la Cuarta Compañía de Bomberos de Padre Hurtado.

## Biografía
Nació en Santiago el 8 de julio de 1916. Hijo de Alberto Tagle Ruiz y Leonor Valdés Ortúzar. Se casó con María Luisa Errázuriz Eyzaguirre y tuvieron 5 hijos. Realizó sus estudios primarios y secundarios en el Liceo Alemán de Santiago. Luego ingresó a la Universidad Católica donde se tituló de Ingeniero Agrónomo.
Inició sus actividades políticas como miembro del Partido Conservador. En las elecciones municipales de 1938 fue elegido regidor de Peñaflor, cargo para el que fue reelecto en numerosas ocasiones, ejerciendo hasta 1953. 
En las elecciones parlamentarias de 1961 fue elegido Diputado del Partido Conservador Unido por la 7.ª Agrupación Departamental Santiago, Segundo Distrito, período 1961 a 1965. Formó parte de las Comisiones Permanentes de Vías y Obras Públicas; Agricultura y Colonización; Trabajo y Asistencia Social; Economía y Comercio; Hacienda; Gobierno Interior; Policía y Reglamento; y Constitución, Legislación y Justicia. Además, fue integrante de las Comisiones Especiales de Vivienda (1961); del Salitre (1961); de la Industria azucarera Nacional S.A (1962); Especial encargada de investigar las actividades de la empresa Nacional de Petróleo (1963-1964); Investigadoras del Cobre (1961-1963); y del Sismo en 1965.
En 1966, pasó a formar parte del Partido Nacional.
En las elecciones parlamentarias de 1969 fue elegido del PN Diputado por la 7.ª Agrupación Departamental Santiago, Segundo Distrito, periodo 1969 a 1973. Se integró a las Comisiones Permanentes de Defensa Nacional; de Vivienda y Urbanismo; de Economía y Comercio; de Régimen Interior; de Administración y Reglamento; y Comisión Especial Investigadora de las Actividades de la Sociedad Ganadera "Tierra del Fuego", en 1969.
Falleció el 28 de septiembre de 2009.

## Historial electoral

### Elecciones parlamentarias 1969
- Elecciones Parlamentarias de 1969 para la 7ª  Agrupación Departamental, Talagante.[2]